# علي سامي السهيل
هو الشيخ القاضي علي بن سامي بن عبد الوهاب بن حسن ال سهيل (أبو معاذ). قاضي الفلوجة و شيخ شمل قبيلة بني تميم في العراق وحفيد الأمير حسن السهيل الزعيم التاريخي لقبيلة بني تميم.
ساهم الشيخ علي في مواصلة مسيرة جده الأمير حسن للم شمل هذه القبيلة الكبيرة وقد حقق كثيرا من الإنجازات على المستوى القبائلي وتنظيم شؤون قبيلته الممتدة من العراق إلى المملكة العربية السعودية والخليج العربي وبلاد الشام.
وقد تولى الشيخ علي السهيل المشيخة فعليا بعد استشهاد الشيخ حامد السهيل.
وقد قام الشيخ بالعديد من الزيارات إلى البلدان العربية كقطر والسعودية والأردن وقد تم استقباله من قبل قيادات تلك البلدان مما يعكس بشكل واضح الثقل الكبير لقبيلة بني تميم ومشيخة هذه القبيلة المتمثلة في آل حسن السهيل
.
وقد استقبل الشيخ أيضا العديد من الوفود في مضيفه، وقد تمتلت أهم إسهامات الشيخ في الشأن العراقي في تنظيمه للقاءات الدورية لمشايخ القبائل في العراق من أجل توحيد صفوفها والمساهمة بدور أكبر في تشكيل وكتابة تاريخ العراق الحديث.
كما أن للشيخ القاضي علي بن سامي آل سهيل العديد من البحوث والمؤلفات المتعلقة بالقضايا القانونية والشرعية.